# 新型転換炉
新型転換炉（しんがたてんかんろ、英: Advanced Thermal Reactor, ATR）は、原子炉の形式の一つ。

## 概要

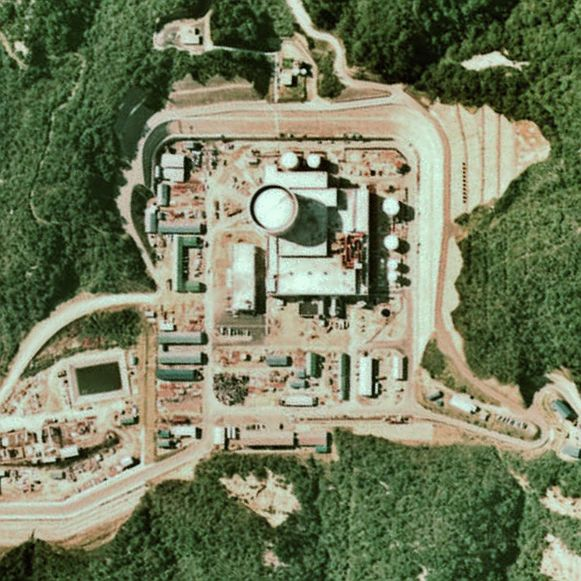
新型転換炉
原型炉ふげん

新型転換炉は核燃料の多様性を求めて日本で開発された原子炉形式の一つである。将来の発展が期待され、旧動力炉・核燃料開発事業団(動燃)が中心に実用化を目指して開発が続けられていた。
まず1970年に福井県敦賀市に原型炉「ふげん」が建設された。続いて実証炉は青森県下北郡大間町に建設される予定(大間原子力発電所を参照)であったが、しかし、1995年7月、高コストを理由に電力事業者から採用を拒否されたため、実証炉以降の開発計画は全て取り止めとなった。
なお、実証炉の建設費は、1984年には3960億円と想定されていたが、建設拒否が確定した1995年には5800億円と増加していた。

## 構造と特長
新型転換炉は重水減速沸騰軽水冷却型の圧力管型原子炉である。減速材である重水はカランドリアタンクと呼ばれるレンコンや練炭のように縦穴の開いた円筒形の重水タンクに納められている。燃料集合体は個別に圧力管に封入されて使用される。圧力管はいくつかの冷却ループに取りまとめられて、カランドリアタンクの縦穴を貫通する形で設置される。制御棒はカランドリアタンク上方から制御棒案内管に挿入され、燃料交換は圧力管下側から行われる。冷却材である軽水は圧力管の下側から流れ込み燃料棒から熱を奪って沸騰し蒸気となる。発生した蒸気はそのまま蒸気タービンを回し、復水器で冷却されて原子炉に戻される。
圧力管型原子炉の特徴として原子炉を運転しながら燃料を交換する運転中燃料交換（On Power Refueling）が可能であり、燃料棒の燃焼度に応じた常に最適な燃料配置を可能とするほか、定期検査から次の定期検査までの運転サイクルを長くすることができるため原子炉の稼動率が向上する。
同じ重水炉のCANDU炉と異なり重水を減速材としてのみ使用する点が新型転換炉の特徴である。高圧の冷却系と常圧の重水系を別にすることで高価な重水の漏洩を最小限に食い止める。このため重水の浄化・冷却系を別に設けている。
核燃料としては天然ウラン、プルトニウムを添加した天然ウラン（プルトニウム富化ウラン燃料）、微濃縮ウラン、二酸化ウランと二酸化プルトニウムの混合酸化物燃料（MOX燃料）が使用できる。全ての燃料棒をプルトニウム燃料とするフルMOXも可能である。天然ウランや軽水炉より低レベルの濃縮ウランが使用できることは燃料の製造コストと濃縮工程で排出される劣化ウランの量を大きく低減させる。また核燃料の再処理や高速増殖炉で生産されたプルトニウムの有用な使用先として期待されていた。
また名前にも含まれる転換比（ウラン238がプルトニウムに転換する割合）は軽水炉に比べて高く、その使用済み核燃料からはより多くのプルトニウムが得られるため、この点でも燃料利用効率の向上が期待できた。